# Efrén Santos
Pour les articles homonymes, voir Santos.
Santos  Moreno est un nom espagnol. Le premier nom de famille, en général paternel, est Santos ; le second, en général maternel, souvent omis, est Moreno.
Efrén Santos Moreno, né le 2 janvier 1992 à San Martín Texmelucan (es), est un coureur cycliste mexicain. Il évolue au sein de l'équipe Canel's-ZeroUno.

## Palmarès

### Par année
- 2014
  - 3e du championnat du Mexique du contre-la-montre espoirs
- 2016
  - 2e étape du Tour du Costa Rica
- 2017
  -  Champion du Mexique sur route
  - 1re et 9e étapes du Tour du Costa Rica
  - 3e du Tour du Chili
- 2018
  - 2e étape du Tour du Costa Rica
- 2019
  - 1re étape du Grand Prix cycliste de Saguenay
  - 4e étape du Tour du Costa Rica
  - 2e du Tour du Costa Rica
- 2020
  - 6e étape du Tour de l'Équateur

### Classements mondiaux
| Année            | 2014 | 2015 | 2016 | 2017 |
| ---------------- | ---- | ---- | ---- | ---- |
| UCI America Tour | 403e |      |      | 164e |